# St. Laurentius (Sittenbach)

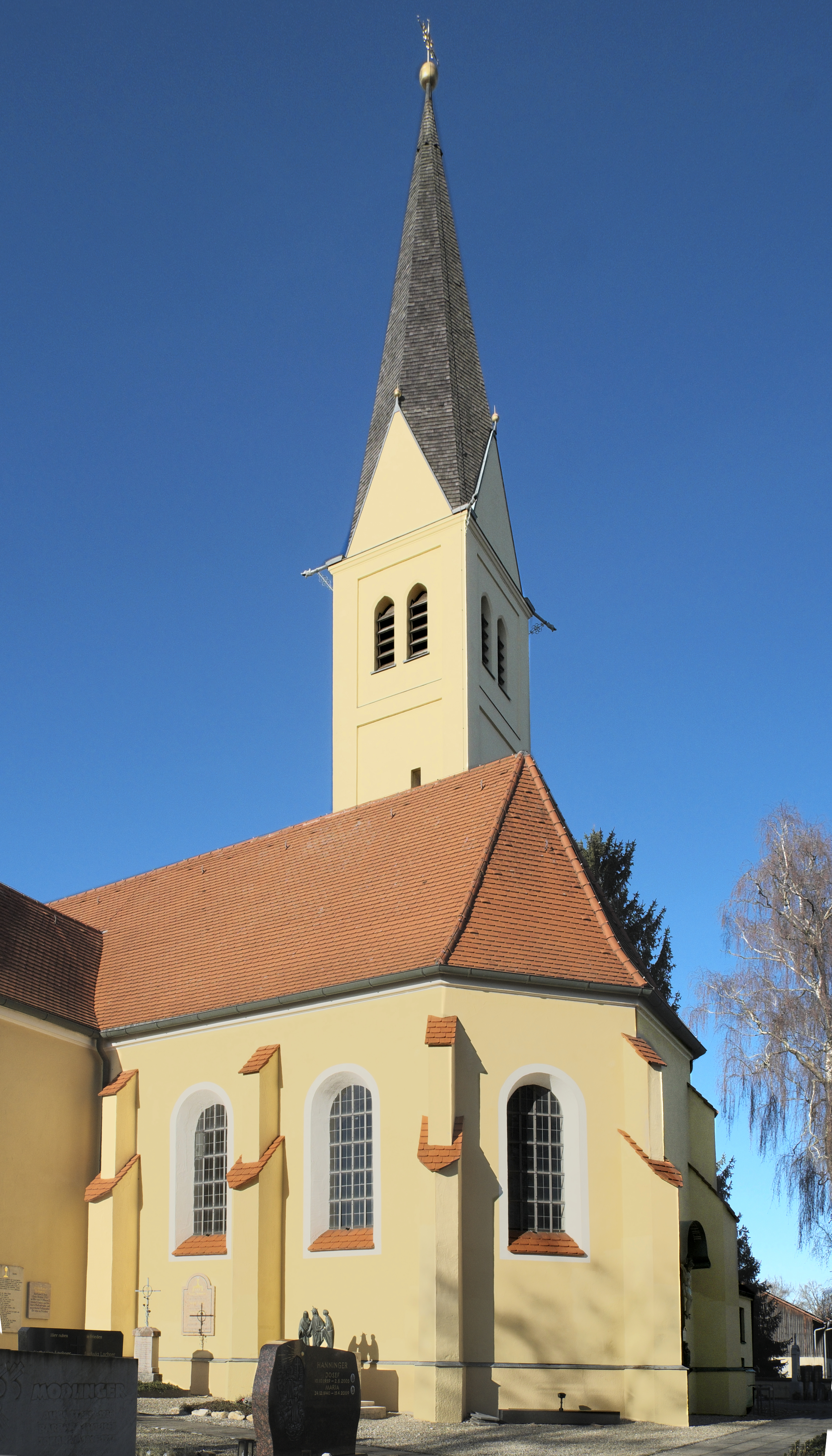
St. Laurentius in Sittenbach

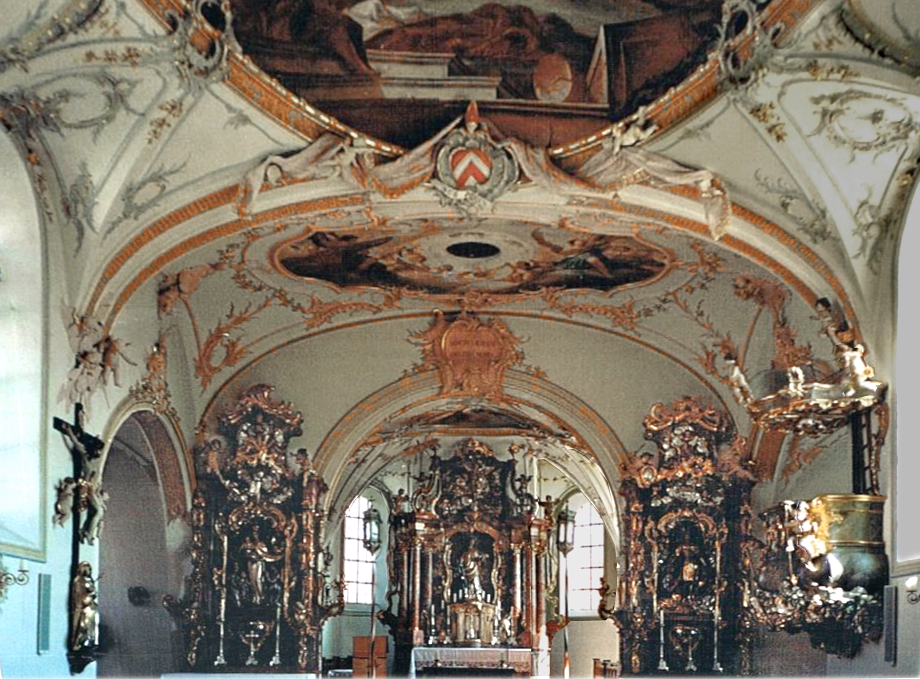
Innenraum

Die römisch-katholische Pfarrkirche St. Laurentius steht in Sittenbach, einem Gemeindeteil von Odelzhausen im oberbayerischen Landkreis Dachau. Sie ist in der Liste der Baudenkmäler in Odelzhausen unter der Nr. D-1-74-135-26 eingetragen. Die Kirche gehört zum Dekanat Dachau im Erzbistum München und Freising.

## Beschreibung
Die gotische Saalkirche wurde 1464 erbaut. Sie besteht aus dem 1680 erneuerten und 1930 nach Westen auf sechs Joche verlängerten Langhaus mit 1740 angebauten querschiffsartigen Kapellen, dem eingezogenen, dreiseitig geschlossenen Chor im Osten, der von Strebepfeilern gestützt wird, der Sakristei an der Südwand und dem Chorflankenturm an der Nordwand des Chors. In der Glockenstube obersten Geschoss des Turms hängen hinter auf jeder Seite jeweils zwei spitzbogigen Schallöffnungen vier Glocken, die 1949 von Karl Hamm aus Regensburg gegossen wurden. Um die Wende zum 19. Jahrhundert hatte die Kirche noch drei Glocken aus den Jahren 1865, 1749 und 1667, die jedoch in den beiden Weltkriegen zum Einschmelzen abgeliefert werden mussten, um Kriegsmaterial herzustellen. Über den Giebeln erhebt sich ein spitzer Helm; am Nordgiebel ist das Zifferblatt der Turmuhr angebracht. Im Innenraum des Langhauses sind die drei mittleren Joche mit einer ovalen Flachkuppel überspannt.

### Ausstattung von Chor und Kirchenschiff

#### Gemälde
Die Deckenmalereien gestaltete 1760/61 Johann Georg Dieffenbrunner. Im Gemälde über dem Altarraum ist die Verherrlichung des heiligen Laurentius und seine Aufnahme in den Himmel dargestellt. Die ihn begleitenden Engel halten die Martyrerpalme und den Lorbeerkranz, Über ihm schweben Gottvater, Jesus und in Gestalt der Taube der Heilige Geist. Das Bild ist etwa 5,60 × 4,00 Meter groß. Die Deckenfresken im Kirchenschiff zeigen in der ersten Achse ein Engelskonzert und in der mittleren der drei Langhausachsen in 8,60 Meter Höhe Szenen aus dem Leben des heiligen Laurentius. Im westlichen Teil dieses 10,60 × 5,85 Meter großen Bildes ist die Gefangennahme des heiligen Papstes Sixtus II. im Jahr 258 dargestellt, zu dem Laurentius als Diakon gehörte. Im letzten Bild wird das Martyrium des hl. Laurentius gezeigt. Soldaten kommen zu der Stelle, wo das Feuer unter dem Rost geschürt wird, auf dem Laurentius stirbt.

#### Altäre, Kanzel und Kreuzweg
Der Hochaltar aus der Zeit um 1755 wurde wahrscheinlich in der Werkstatt von Johann Luidl in Landsberg geschaffen. Er ist vier Meter breit und raumhoch, rot und grau marmoriert, mit vielen Goldverzierungen. Sechs Säulen tragen ein schweres, geschwungenes Gebälk mit dem Altarauszug. In der Nische zwischen den Säulen steht eine aus Holz geschnitzte Figur des Kirchenpatrons, des heiligen Laurentius. In der linken Hand hält Laurentius die aufgeschlagene Bibel, in der rechten einen Feuerrost, mit dem er auf sein Martyrium hinweist. Diese Statue wurde 1920 angefertigt. Unter ihr auf dem Tabernakel liegt das Lamm Gottes. Im Altarauszug ist der Erzengel Michael schwebend mit Flammenschwert dargestellt. Umgeben ist er von sieben Engeln und zehn geflügelten Engelsköpfen.
Der Tabernakel ist ein Drehtabernakel aus vergoldetem Holz. In den Tabernakel ist ein drehbarer Zylinder mit mehreren Nischen für ein Ziborium, die Monstranz und ein Kreuz. Durch Drehen des Zylinders werden diese Nischen geöffnet oder verdeckt, sodass die sonst üblichen Tabernakeltüren  gibt es nicht.
In den Seitenaltären, die im Stil dem Hochaltar entsprechen, steht links ein 152 × 82 Zentimeter großes Halbrelief der Muttergottes mit Jesuskind als Schutzmantelmadonna. Rechts ist es der heilige Sebastian. Beide Skulpturen wurden wie die Laurentiusfigur in der Zeit um 1920 bis 1930 geschaffen. Sebastian ist nicht wie allgemein weitgehend entkleidet und mit Pfeilen durchbohrt dargestellt, sondern in römischer Rüstung. Die Pfeile hält einer von zwei kleinen ihn flankierenden Engeln. Die Hände hält Sebastian auf die Köpfe von zwei vor ihm Knienden, die seine Hilfe erbitten.
Der Zelebrationsaltar gemäß den Regeln des Zweiten Vatikanischen Konzils und der Ambo kamen 2007 in Kirche. Beide sind aus Stein und sehr schlicht gestaltet, sodass sie das Gesamtbild der barocken Einrichtung nicht stören. Die Mensa ist ein Rechteck, das auf einem etwa halb so breiten quadratischen Stipes aus vier kantigen, profilierten Stützen liegt.
Die Christian Wenzeslaus Jorhan dem Älteren zugeschriebene Kanzel ist wie ein Schiff gestaltet, mit Anker, Ruder, Schiffsmast und Segeln, eine Form, die 1725 in Frankreich aufkam. Die Schiffskanzel wird mit verschiedenen Stellen des Evangeliums begründet, unter anderem im Lukasevangelium. (Lk 5,3 ) Dort heißt: „Jesus stieg in eines der Boote, das dem Simon gehörte, und bat ihn, ein Stück weit vom Land wegzufahren. Dann setzte er sich und lehrte das Volk vom Boot aus.“ Der Kanzel gegenüber hängt ein großes Kruzifix als abgewandelte Form des sogenannten Kanzelkreuzes, das den Prediger erinnern soll, in erster Linie über Christus und nicht über weltliche Dinge zu predigen. Unter dem Kreuz steht eine Statue der Mater Dolorosa, der leidenden Mutter Jesu.
Die 14 Kreuzwegbilder an den Seitenwänden der Kirche sind aus Stuck geformte und hell gefasste Reliefs auf einem vergoldeten Hintergrund aus Holz. Die Bilder sind 47 × 27 Zentimeter groß; geschaffen wurden sie in der Zeit zwischen 1910 und 1920."

#### Orgel
Die Orgel wurde 1962 von Guido Nenninger gebaut. Sie hat zwölf Register, zwei Manuale und Pedal, mechanischen Schleifladen und elektrische Registertraktur, eingebaut hinter einem modernen, neunteiligen Freipfeifenprospekt mit erhöhtem Mittelteil. Die Nenninger-Orgel ersetzte ein einmanualiges Werk des Orgelbauers Georg Beer aus Erling bei Andechs von 1875 mit acht Registern. Die Disposition lautet:
| I Manual C–g3 |    |
| Flöte         | 8′ |
| Salicional    | 8′ |
| Principal     | 4′ |
| Gemshorn      | 4′ |
| Mixtur II–III |    |

| II Manual C–g3 |       |
| Copel          | 8′    |
| Rohrflöte      | 4′    |
| Quint          | 2 ⁄3′ |
| Principal      | 2′    |
| Zimbel II      | 1′    |

| Pedal C–f1 |     |
| Subbaß     | 16′ |
| Octavbaß   | 08′ |

- Koppeln: II/I, I/P, II/P
- Spielhilfen: Tutti

### Seitenkapellen
Der Zugang zu den Seitenkapellen besteht neben den Seitenaltären.
In der nördlichen Kapelle steht der 79 Zentimeter hohe Taufstein aus rotem Marmor mit einem achteckigen Becken. Es wird angenommen, dass er noch aus spätgotischer Zeit stammt. Der gusseiserne Fuß ist hingegen deutlich jünger. Der ebenfalls achteckige Deckel besteht aus Holz. Er ist marmoriert und geschwungen weit nach oben gezogen, mit aufgesetzten, vergoldeten Verzierungen auf den Kanten. Oben auf dem Deckel steht eine Figur Johannes des Täufers aus der Zeit um 1680. Das Deckenbild in der Kapelle zeigt zwei verspielte Putti mit einer Fruchtgirlande und einer Getreidegarbe. An der Wand ist eine Pietà angebracht, die um 1530 entstanden sein dürfte. Auffallend an der Darstellung ist, dass Maria den vom Kreuz abgenommenen toten Sohn mit ihrem Mantel bedeckt. Begleitet wird die Figur von kleinen Engeln.
In der südlichen Kapelle steht ein reich verzierter Beichtstuhl im Stil des Neurokoko. Er ist aus Eiche und wurde um 1910/20 hergestellt. Außer dem Beichtstuhl steht in der Kapelle eine große Figur des heiligen Johannes Nepomuk, die aus der Zeit um 1770 stammt. Johannes Nepomuk war Priester und bei König Wenzel wegen seiner kritischen Haltung gegenüber der Regierung unbeliebt. Wie die Legende berichtet, sei ihm aber vor allem zur Last gelegt worden, dass er sich als Beichtvater der Königin in Wahrung des Beichtgeheimnisses geweigert habe, ihre Sünden dem Ehemann zu nennen, und deshalb in der Moldau ertränkt worden.